# غرانت تورنر
غرانت تورنر (بالإنجليزية: Grant Turner)‏ (7 أكتوبر 1958 بنيوزيلندا - 28 فبراير 2023) هو لاعب كرة قدم نيوزلندي في مركز الهجوم، شارك في كأس العالم 1982. وشارك مع منتخب نيوزيلندا لكرة القدم. أما مع النوادي، فقد لعب مع نادي جنوب ملبورن وميرامار رينجرز ‏ وويلينغتون يونايتد ‏ ونادي بيتون ‏ وستوب أوت ‏ وجيسبورن سيتي ‏.

## وصلات خارجية
- غرانت تورنر على موقع الاتحاد الدولي (مؤرشف)  (الإنجليزية)
- غرانت تورنر على موقع قاعدة بيانات كرة القدم.إي يو (الإنجليزية)
- غرانت تورنر على موقع ناشيونال فوتبول تيمز (الإنجليزية)
- غرانت تورنر على موقع عالم كرة القدم.نت (الإنجليزية)